# Джейн, Джон Фредерик Томас
Джейн, Джон Фредерик Томас (англ. Fred T. Jane; 6 августа 1865, Ричмонд (тогда — графство Суррей) — 8 марта 1916, Саутси, Хэмпшир) — основатель, главный и долго единственный редактор справочника по боевым кораблям мира (англ. All the World's Fighting Ships), а затем и летательным аппаратам (англ. All the World's Air-ships), автор военно-технических исследований и нескольких романов, иллюстратор, журналист.

## Ранние годы
Родился в Ричмонде (графство Суррей) в семье викария. Выпускник известной в Англии Эксетерской школы. Не был блестящим учеником, и позже называл сам себя «ужасным тупицей», зато неплохо показал себя в студенческом спорте. С юности проявил способности к рисунку, увлекался техническими иллюстрациями, например, к научной фанстастике Гриффита и других авторов. Не имея возможности поступить на флот по состоянию здоровья, занимался журналистикой в Лондоне, был иллюстратором и написал несколько книг. Был горячим поклонником пошаговых настольных игр сухопутной и военно-морской тематики, разработал собственные дополнения к одной из них.

## Дело жизни

Страница из All the World’s Fighting Ships, изображающая «Торгуд Реис» (бывший германский «Вайссенбург»), проданный Турции в 1910 г.

Обложка тактической игры Джейна, 1906 (репринт). Фигура справа имеет портретное сходство с ним

В 1898 году, в возрасте 33 лет, он осуществил свою идею публикации справочника по боевым кораблям, используя разработанный им самим общий подход к оценке их боевых качеств. Основными данными для оценки он взял калибр орудий, защиту и скорость хода. Метод позволял по данным кораблей предсказать их боевую эффективность, отдельно и в составе эскадры. Кроме единого подхода к данным, справочник отличался продуманным расположением текста и иллюстраций, и наличием не только фотографий (обычно сделанных в порту), но и схем расположения, и — что важно — рисунков кораблей на ходу в море, что очень помогало опознаванию.
В условиях, когда техника развивалась стремительно, и каждый год закладывались новые проекты, возникали варианты вооружений и даже новые концепции кораблей, справочник был незаменим. Постепенно это стали понимать. The Naval Warrant Officer’s Journal, рупор профессиональных моряков, составлявших костяк флота, писал, что справочник «…должен быть в каждой штурманской рубке, под рукой и у сигнальщика, и у вахтенного офицера». Он становился настольной книгой авторов по военно-морской тематике, а затем инструментом, по которому часто сверялись требования к будущим кораблям.
Ещё одной новацией справочника была его доступность и открытость. Морская элита стремилась окутать своё дело облаком тайны и особости, что немало влияло на Парламент, и способствовало новым расходам в периоды «морских паник» (англ. naval scares). Он же предлагал простой, легко понятный и привлекательный для широкой публики (грамотность уже проникала во все слои) взгляд на все проблемы флота — от стратегии и направлений строительства до тактики отдельных кораблей. Понятно, что популярности в высоких кабинетах это ему не прибавило.
Кроме того, он публиковал и отдельные работы по тактике флотов, проблемам строительства и влияния техники на боевые действия. Его выводы часто расходились с общепринятыми, и признание шло к нему медленно. Показательно название одной из его книг: «Ересь морской мощи» (англ. Heresies of seapower), 1906 — прямой вызов трудам Мэхэна.
Он привел в ярость Военно-морскую лигу, заявив, что если они и вправду хотят способствовать модернизации флота, первым делом им «следует выбросить Нельсона за борт». Когда в 1903 году Fighting Ships напечатала статью о революционном типе корабля, вооруженном исключительно 12-дюймовыми орудиями, её полили презрением, как достойную скорее фантастики Уэллса, чем серьёзного научного издания. Между тем Адмиралтейство втайне уже рассматривало строительство «Дредноута». Как позже написал один из его редакторов, никогда Jane’s полнее не сыграл свою роль — быть зеркалом военно-морского прогресса.
В 1909 году Джейн выпустил All the World’s Aircraft. Позже основал издательство, выросшее в Jane's Information Group.
Большую часть взрослой жизни Фред Джейн работал в Портсмуте.

## Политика
Фред Джейн участвовал и в политический жизни. В 1906 году он баллотировался на всеобщих выборах как независимый кандидат от Портсмута. По взглядам он был резким противником Либеральной партии, и как политический активист участвовал в нескольких эпизодах, включая выходки против Черчилля и Хеммерде.

## Конец карьеры и смерть
Наиболее полно неприятие его военной и правительственной верхушкой проявилось в неспособности использовать его таланты во время Первой мировой войны.
Согласно одному из современных авторов Jane’s:

В отличие от нынешних экспертов, он не воспользовался случаем подыграть власти. Видимо, его взгляды были слишком не по вкусу джингоистской публике, рассматривавшей войну как футбольный матч, где счет ведут не в голах, а в потопленных кораблях.
Оригинальный текст (англ.)Unlike modern defence experts, he profited little from the opportunity to play pundit. Perharps his views were not to the taste of jingoistic public, who regarded the war as footbol match, with ships sunk instead of goals scored.

С началом войны он активно включился в публичные лекции на военные темы, разъезжая по всей стране на собственном спортивном автомобиле. Сбылось его предсказание о том, что немецкий флот не будет побежден в одном генеральном сражении на манер Трафальгара — Ютландский бой закончился нерешительно. Но Джейн не дожил до того, чтобы это увидеть и откомментировать. В октябре 1915, попав под ледяной дождь в одной из поездок, он слег с жестоким приступом гриппа, и умер 8 марта 1916 года в Саутси, Портсмут. К счастью для читателей, он уже организовал издание так, чтобы оно продолжало выходить всю войну.

## Наследие
Jane’s Information Group публикует целое семейство справочников и периодики практически по всем отраслям военных и смежных знаний, оказывает консультационные услуги в области аналитики и разведки, и т. д. В итоге название Jane’s стало нарицательным для авторитетного источника по военным вопросам.